# Coquimbo (region)
Coquimbo (hiszp. IV Región de Coquimbo) – jeden z 16 regionów Chile. Stolicą regionu jest miasto La Serena.
Prowincje regionu:
- Elqui
- Limarí
- Choapa